# Tranvia Roma-Civita Castellana
La tranvia Roma-Civita Castellana, inaugurata nel 1906, rappresentò il primo embrione di quella che sarebbe poi diventata la ferrovia Roma-Civita Castellana-Viterbo, importante infrastruttura a servizio del trasporto regionale fra la capitale italiana e la Tuscia.
Realizzata a scartamento ridotto e dotata di un sistema di alimentazione all'epoca innovativo, la tranvia fu prolungata con caratteristiche ferroviarie e ammodernata fino ad essere integralmente sostituita dalla nuova ferrovia nel 1932.

## Storia

### Costruzione ed esercizio

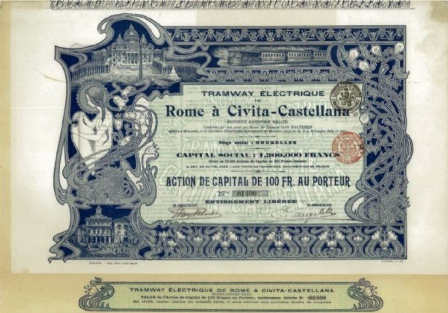
Titolo di proprietà dell'azienda dei tramway

Per il trasporto dei materiali lapidei provenienti dalle cave di Grottarossa, sul finire dell'Ottocento era stata realizzata una breve ferrovia a scartamento ordinario, detta appunto "delle cave" che aveva capolinea in località Prati di Castello: è sul tracciato di tale linea che l'ing. Ettore Angelelli progettò nel 1895, un collegamento tranviario dedicato prevalentemente al trasporto dei materiali da costruzione destinati all'edificazione a Roma dei quartieri Trionfale e delle Vittorie.
Con l'apporto finanziario della società belga Ryckaert, Renders & Company alla quale fu assegnata la concessione per la costruzione della tranvia nel luglio 1904 da parte della provincia di Roma, il 28 settembre dello stesso anno venne fondata a Bruxelles la subconcessionaria Société Tramways et Chemins de Fer Électriques de Roma Civitacastellana Viterbo, registrata con atto notarile a Civitacastellana, incaricata della costruzione e dell'esercizio della linea e riconosciuta l'anno successivo dal Tribunale di Roma con il nome di Società Anonima della Tramvia Roma-Civitacastellana.

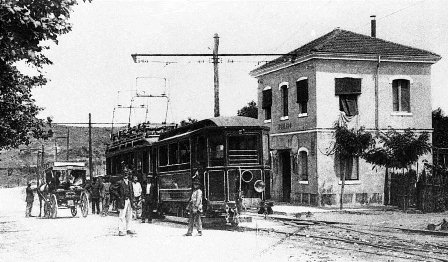
Stazione tranviaria di Morlupo

Previe alcune modifiche rispetto al progetto originario, come l'aumento dello scartamento da 750 mm a metrico, la concessione provinciale fu approvata con Regio decreto n. 37 del 5 febbraio 1905; i lavori furono avviati il 27 aprile dello stesso anno con una cerimonia cui presenziò il presidente del Consiglio Alessandro Fortis.
Alla fine del marzo 1906 una corsa prova con trazione a vapore percorse l'intera linea, mentre la visita ispettiva di collaudo, cui presenziò anche l'americano Charles Proteus Steinmetz, avvenne il successivo 7 settembre; il 27 settembre avvenne il primo viaggio a trazione elettrica.
Il primo servizio tramviario urbano (Piazza della Libertà - Ponte Milvio) fu effettuato il 10 ottobre del 1906 mentre l'intera tratta fino a Civita Castellana fu aperta il 27 dicembre dello stesso anno. Il 1º gennaio dell'anno seguente i primi viaggiatori poterono effettuare il viaggio da Roma a Civita Castellana.. Il primo orario della linea prevedeva quattro coppie di corse al giorno; con un sussidio chilometrico pari a 400 Lire fissato con Regio decreto n. CCCXCI del 28 settembre 1906.

### Il prolungamento ferroviario
Nel 1908, ottenuta con Regio decreto n. 831, la concessione per il prolungamento a carattere ferroviario fino a Viterbo a seguito della richiesta avanzata già il 25 ottobre 1905 dalla Ryckaert, Renders & Company, la società esercente cambiò nome in Società Anonima delle Tramvie e Ferrovie Elettriche Roma-Civitacastellana-Viterbo (STFE).
I lavori di costruzione del prolungamento ferroviario, anch'esso armato con binario a scartamento metrico e alimentato alla medesima tensione della tranvia, vennero avviati lo stesso anno. Da Civita Castellana a Viterbo la linea fu costruita sotto forma di ferrovia anche se in alcuni tratti i binari, anziché in sede propria, correvano sulla strada provinciale. A Viterbo la linea era attestata alla stazione di Viale Trieste, ai tempi raccordata con la stazione FS di Viterbo Porta Fiorentina.
Il nuovo servizio da Roma a Viterbo, attuato sulla linea che prese ad essere denominata "ferrotranvia" a causa della sua doppia natura, fu inaugurato il 9 ottobre 1913.
Il prolungamento ferroviario comportò un significativo aumento delle spese di esercizio, che non riuscirono ad essere remunerate dallo scarso traffico viaggiatori; quest'ultimo infatti risentiva del mancato collegamento fra le stazioni e le località limitrofe e della concorrenza dell'estesa rete di autolinee gestite dalla società Auto-Trasporti Ancillotti-Garbini. Il forte investimento non poté essere dunque ripagato nei tempi previsti esaurendo le risorse economiche della STFE, nonostante l'aggiornamento della convenzione sancito dal Governo con Regio decreto n. 452. Il 10 giugno 1913 l'Assemblea degli azionisti deliberò la messa in liquidazione della Società.

### L'avvento della "Roma Nord"

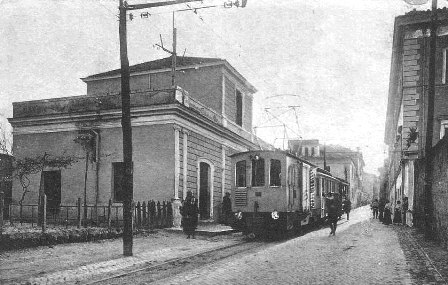
Treno trainato da una locomotiva Siemens

Per evitare il fallimento, l'azionista di riferimento e concessionario Ryckaert, Renders & Company con l'apporto di nuovi investitori, costituì la Société des Tramways et Chemins de Fer Rome-Nord, conferendovi le due concessioni tranviaria e ferroviaria, i beni mobili e gli immobili. Tale azienda, il cui capitale prevedeva 100.000 azioni ottenne il successivo 14 agosto 1913 il riconoscimento in Italia come Società Tramvie e Ferrovie Roma-Nord.
Obiettivo dichiarato dell'operazione, appoggiata dalla politica locale, era quello di attuare un radicale ammodernamento dei due impianti trasformandoli in una ferrovia vera e propria, portando la percorrenza ad un'ora e mezza e raddoppiando il binario della tratta urbana. Una convenzione in tal senso fu stipulata il 14 marzo 1916, e accordata alla Società Tramvie e Ferrovie Roma-Nord la concessione della costruzione di una ferrovia, sempre Roma-Civita Castellana-Viterbo della lunghezza prevista di 101,040 km.
La sovvenzione chilometrica di 8,0006 Lire non risultava tuttavia sufficiente a garantire un pareggio di bilancio anche a causa della concorrenza stradale sempre più agguerrita: grazie al sostegno del Governo tale sovvenzione fu elevata in cambio del passaggio dell'esercente, in coerenza con la politica economica di allora, ad una società italiana. Il 27 luglio 1921 si costituì a tal fine, a Roma, la Società Romana per le Ferrovie del Nord (SRFN), con capitale sociale di 6.000.000 di Lire. Il trasferimento delle concessioni fu aggiornato con una nuova convenzione approvata con Regio decreto del 31 maggio 1923 che elevava appunto il valore delle sovvenzioni e sancito con Regio decreto n. 1744 del 22 luglio.
Rilevato dunque l'esercizio, la SRFN avviò la costruzione della nuova ferrovia che fra Roma e Civitacastellana era destinata a sostituire completamente la tranvia. Nel 1927 venne deciso di adottare lo scartamento ordinario e l'elettrificazione in corrente continua a 3.000 V, in conformità con gli impianti FS così da attuare agevoli interscambi. Il piano regolatore di Roma del 1931 impose la completa ricostruzione del tratto di penetrazione urbana, che portò alla sostituzione della linea tranviaria a favore di un nuovo tratto sotterraneo progettato a cura dell'ingegner Ernesto Besenzanica.
Il tratto urbano della tranvia fu soppresso nel 1928, mentre la restante tratta rimase in esercizio per quasi tutta la durata dei lavori di costruzione della nuova infrastruttura, anche in relazione alle necessità di trasporto materiali, fino al 30 aprile 1932. Il successivo 28 ottobre la nuova ferrovia venne inaugurata.

## Caratteristiche tecniche
| Unknown route-map component "uexKBHFa" |

| Unknown route-map component "uexBHF" |

| Unknown route-map component "uexBHF" |

| Unknown route-map component "uexBHF" |

| Unknown route-map component "uexBHF" |

| Unknown route-map component "uexBHF" |

| Unknown route-map component "uexBHF" |

| Unknown route-map component "uexBHF" |

| Unknown route-map component "uexBHF" |

| Unknown route-map component "uexBHF" |

| Unknown route-map component "uexBHF" |

| Unknown route-map component "uexBHF" |

| Unknown route-map component "uexBHF" |

| Unknown route-map component "uexBHF" |

| Unknown route-map component "uexBHF" |

| Unknown route-map component "uexBHF" |

| Unknown route-map component "uexBHF" |

| Unknown route-map component "uexBHF" |

| Unknown route-map component "uexBHF" |

| Unknown route-map component "uexBHF" |

| Unknown route-map component "uexKBHFe" |

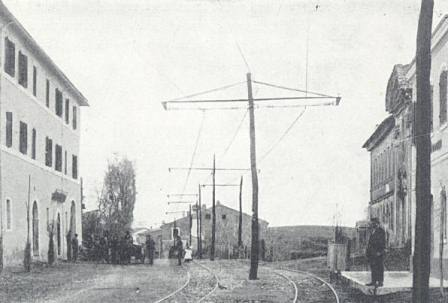
Binari tranviari a Castelnuovo di Porto

La tranvia, realizzata a binario unico con scartamento metrico, misurava complessivamente 53,38 km. Il tracciato planoaltimetrico era vincolato dall'utilizzo per la maggior parte del percorso della strada statale 3, con pendenze medie del 5-6 per mille ad eccezione delle livellette di accesso al ponte sul Treja, del 7,25 per mille. Il raggio minimo di curvatura risultava di 30 metri.
Sulla tratta urbana furono inizialmente usate rotaie Broca da 25 kg/m, successivamente sostituite da rotaie Phoenix da 35 kg/m, mentre sulla tratta extraurbana fu impiegato il consueto tipo Vignoles in spezzoni lunghi 12 m e del peso di 21 kg/m.
Per la trazione fu scelta la soluzione a trazione elettrica con corrente monofase 6.500 V, 25 Hz: la tranvia risultava all'epoca la più lunga linea monofase in Europa e la prima in Italia con tale tipo di alimentazione. Come d'uso in tutti gli impianti analoghi, nel tratto urbano la tensione era abbassata al valore di 550 V.
Per l'alta tensione era utilizzato un filo di rame sagomato ad 8 da 50 mm quadrati sostenuto a 5,90 m dal piano del ferro mediante sospensione trasversale realizzata con mensole in ferro su pali in legno; i pali sono distanziati di circa 37 m in rettifilo e di 12–35 m in curva; all'ingresso di Civitacastellana era inoltre presente un breve tratto di catenaria. La linea era alimentata a sbalzo dalla sottostazione di Tor di Quinto, in corrispondenza della quale era presente il sezionamento tra alta e bassa tensione. Per la bassa tensione era usato filo di rame da 60 mm quadrati con isolatori più ridotti.

### Percorso

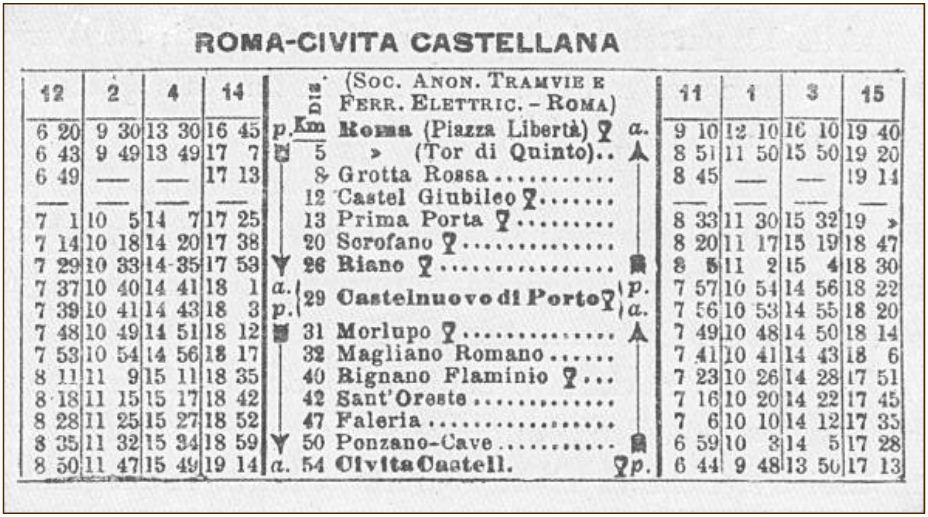
Orario della Roma-Civita Castellana

La stazione di Roma, in stile liberty, era ubicata in Piazza della libertà. Imboccato lungotevere Michelangelo, all'altezza di piazza delle Cinque Giornate il binario svoltava su viale delle Milizie, percorrendone la porzione fino all’incrocio con l'odierna via Barletta. Da qui veniva impegnato il lato destro di viale Angelico, lungo il quale sorgeva uno scalo merci a servizio della linea.
Superato piazzale maresciallo Giardino, ai tempi denominato barriera Angelica, la tranvia seguiva l'allora viale Angelico, serviva le località Olmo e Farnesina, per giungere poi alla stazione di piazzale di ponte Milvio, posta alla progressiva chilometrica 4+540, capolinea del servizio urbano.
Intersecati quelli urbani, il binario della tranvia extraurbana impegnava viale Tor di Quinto, allora denominato viale Lazio, fino alla stazione di Tor di Quinto ove sorgeva il deposito officina sociale.
Servita poi la stazione Ippodromo, la linea raggiungeva la via Flaminia, il cui margine destro costituiva la sede della maggior parte del percorso tranviario. Al chilometro 52 il binario tranviario si distaccava dalla strada per impegnare un ponte a quattro archi. Rimasto danneggiato dalla piena del fiume Treja del 1922, tale manufatto venne rimpiazzato con una struttura provvisoria in legno rimasta in opera fino alla chiusura della tranvia.
Giunti infine a Civita Castellana, lungo quella che in seguito prese il nome di via San Salvatore, i convogli tranviari si attestavano alla stazione di via Ferretti, allora denominata corso Umberto I.

## Materiale rotabile

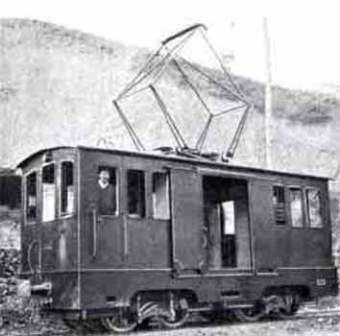
Locomotiva Westinghouse

Fra i primi rotabili acquisiti figuravano alcune locomotive a vapore impiegate in relazione ai servizi merci sui numerosi raccordi. Fra le cinque locomotive censite nei documenti dell'epoca la Maria Antonietta, a due assi, nonché la Jeanne e la Roma, a tre assi.
Per i medesimi servizi vennero acquistati due distinti gruppi di locomotori a carrelli. Il primo di essi comprendeva tre unità con equipaggiamenti elettrici Westinghouse (unità 1-3) consegnate nel 1906 in occasione dell'inaugurazione della linea mentre il secondo, consegnato nel 1911, comprendeva le unità 4-5, dotate di equipaggiamenti Siemens.
Il servizio viaggiatori beneficiò, all'inizio, di un gruppo di otto elettromotrici a due assi lunghe 6,3 metri dotate anch'esse di equipaggiamento elettrico Westinghouse ad alta e bassa tensione e numerate nel gruppo 11-18. Utilizzate prevalentemente per la tratta Roma-Civitacastellana, espletarono tuttavia anche servizi urbani.

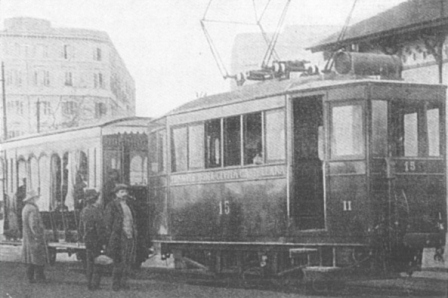
Elettromotrici a Roma

L'apertura del tratto ferroviario Civitacastellana-Viterbo comportò l'acquisizione di un nuovo gruppo di elettromotrici, a carrelli, entrate in servizio nel 1911 e numerate 21-24; di costruzione MAN, l'equipaggiamento elettrico era fornito da Siemens. Alcuni esemplari analoghi, che sarebbero stati immatricolati nel gruppo 25-28, furono acquisiti nel 1916; dotati di equipaggiamento elettrico monotensione Westinghouse tali rotabili furono ceduti alla tranvia Mondovì-San Michele.
Il servizio urbano si avvalse, a partire dal 1916, di quattro motrici a due assi Siemens-Schuckert/MAN di tipo prettamente tramviario, con presa di corrente ad archetto, anch'esse dotate del solo equipaggiamento a bassa tensione, numerate 41-44.
La SRFN possedeva inoltre gruppi di rimorchiate fra i quali le 51-58, dotate di panche trasversali, quelle appartenenti al gruppo 30, consegnate in abbinamento con le elettromotrici 11-18, e alcuni gruppi contraddistinti dalla disposizione paracentrale degli accessi, nonché ulteriori unità concepite inizialmente per il servizio urbano.
Completavano la dotazione del parco numerosi carri merci di varia foggia.

### Materiale motore elettrico - prospetto di sintesi
| Tipo           | Unità | Anno di acquisizione | Costruttore      | Note                                                                                                   |
| -------------- | ----- | -------------------- | ---------------- | --- |
| Locomotive     | 1÷3   | 1906                 | Westinghouse     | |
| Locomotive     | 4÷5   | 1911                 | Siemens          | Equipaggiamento bitensione                                                                             |
| Elettromotrici | 11÷18 | 1906                 | Westinghouse     | Equipaggiamento bitensione                                                                             |
| Elettromotrici | 21÷24 | 1911                 | MAN/Siemens      | Equipaggiamento bitensione                                                                             |
| Elettromotrici | 25÷28 | 1916                 | MAN/Westinghouse | Equipaggiamento monotensione; ceduti alla tranvia Mondovì-San Michele; l'esercizio sulla SRFN è dubbio |
| Elettromotrici | 41÷44 | 1916                 | MAN/Siemens      | Equipaggiamento monotensione                                                                           |

## Galleria d'immagini

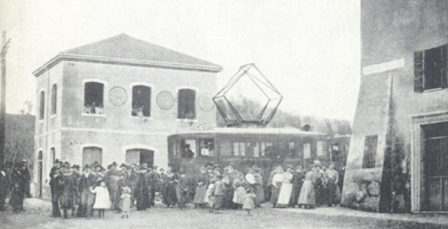
Rignano Flaminio, tram
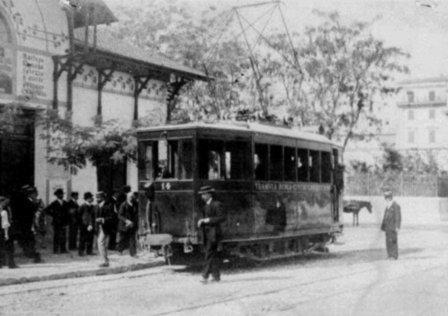
Roma, Piazza della libertà
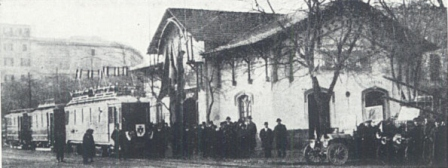
Roma, Piazza della libertà
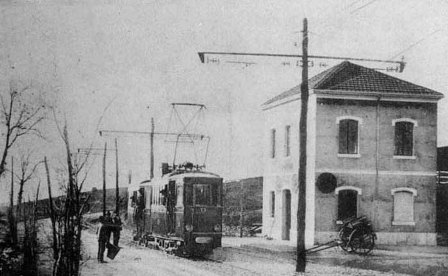
Sant'Oreste